# 33270 Katiecrysup
33270 Katiecrysup este o planetă minoră (asteroid), cu un diametru de 9,597 km, din centura de asteroizi. A fost descoperită pe 21 aprilie 1998 la Experimental Test Site⁠(d) de Lincoln Near-Earth Asteroid Research. 
Obiectul prezintă o orbită caracterizată de o semiaxă mare de 3,0821091 UAi, o excentricitate de 0,14, o înclinație de 3,21791 ° în raport cu ecliptica.